# XGBoost
XGBoost (eXtreme Gradient Boosting) — это библиотека с открытым исходным кодом, используемая в машинном обучении и предоставляющая функциональность для решения задач, связанных с регуляризацией градиентного бустинга. Библиотека поддерживается языками программирования C++, Java, Python, R, Julia, Perl и Scala. Библиотека работает под ОС Linux, Windows, и macOS. Она работает как на одной машине, так и на системах распределенной обработки Apache Hadoop, Apache Spark и Apache Flink.
В последнее время эта библиотека приобрела большую популярность и привлекла внимание как выбор многих команд-победителей соревнований по машинному обучению.

## История
XGBoost изначально начинался как исследовательский проект Чэн Тяньци как часть группы Distributed (Deep) Machine Learning Community (DMLC). Изначально она начиналась как консольная программа, которую можно было настроить с помощью конфигурационного файла libsvm. XGBoost стал широко известен в кругах участников соревнований по машинному обучению после его использования в решении победителя конкурса Higgs Machine Learning Challenge. Вскоре после этого были созданы пакеты для Python и R, и теперь XGBoost имеет реализации пакетов для Java, Scala, Julia, Perl и других языков. Это позволило привлечь к библиотеке больше разработчиков и способствовало ее популярности среди сообщества Kaggle, где она использовалась для проведения большого количества соревнований.
Вскоре XGBoost был интегрирован с рядом других пакетов, что упростило его использование в соответствующих сообществах. Сейчас он интегрирован в scikit-learn для пользователей Python и в пакет caret для пользователей R. Он также может быть интегрирован в такие фреймворки Data Flow, как Apache Spark, Apache Hadoop и Apache Flink с помощью абстрактного Rabit и XGBoost4J. XGBoost также доступен на OpenCL для ПЛИС. Эффективная, масштабируемая реализация XGBoost была опубликована Чэн Тяньци и Карлосом Густрином.
Хотя модель XGBoost часто достигает более высокой точности, чем одно дерево решений, она жертвует присущей деревьям решений интерпретируемостью.  Например, проследить путь, по которому дерево решений принимает решение, тривиально и самообъяснимо, но проследить пути сотен или тысяч деревьев гораздо сложнее. Для достижения производительности и интерпретируемости некоторые методы сжатия моделей позволяют преобразовать XGBoost в одно "перерожденное" дерево решений, которое аппроксимирует ту же функцию принятия решений.

## Функционал
Основные особенности XGBoost, отличающие его от других алгоритмов градиентного бустинга, включают:.
- Умная штрафовка деревьев
- Пропорциональное уменьшение узлов листьев
- Метод Ньютона в оптимизации
- Дополнительный параметр рандомизации
- Реализация на одиночных, распределенных системах и out-of-core вычислениях
- Автоматический отбор признаков

## Описание алгоритма
XGBoost использует Метод Ньютона-Рафсона в пространстве функций, в отличие от градиентного бустинга, который работает как градиентный спуск в пространстве функций, в функции потерь используется ряд Тейлора второго порядка для связи с методом Ньютона-Рафсона.
Общий вид нерегуляризованного алгоритма XGBoost:
Вход: обучающее множество {\displaystyle \{(x_{i},y_{i})\}_{i=1}^{N}}, дифференцируемая функция потерь {\displaystyle L(y,F(x))}, число слабых обучающихся {\displaystyle M} и скорость обучения {\displaystyle \alpha }.
Алгоритм:
1. Инициализировать модель постоянным значением:
{\displaystyle {\hat {f}}_{(0)}(x)={\underset {\theta }{\arg \min }}\sum _{i=1}^{N}L(y_{i},\theta ).}
2. Для m = от 1 до M:
  1. Вычислите "градиенты" и "гессианы":
{\displaystyle {\hat {g}}_{m}(x_{i})=\left[{\frac {\partial L(y_{i},f(x_{i}))}{\partial f(x_{i})}}\right]_{f(x)={\hat {f}}_{(m-1)}(x)}.}
{\displaystyle {\hat {h}}_{m}(x_{i})=\left[{\frac {\partial ^{2}L(y_{i},f(x_{i}))}{\partial f(x_{i})^{2}}}\right]_{f(x)={\hat {f}}_{(m-1)}(x)}.}
  2. Подогнать базового/слабого обучающегося, используя обучающее множество {\displaystyle \displaystyle \left\{x_{i},-{\frac {{\hat {g}}_{m}(x_{i})}{{\hat {h}}_{m}(x_{i})}}\right\}_{i=1}^{N}}, решив следующую оптимизационную задачу:
{\displaystyle {\hat {\phi }}_{m}={\underset {\phi \in \mathbf {\Phi } }{\arg \min }}\sum _{i=1}^{N}{\frac {1}{2}}{\hat {h}}_{m}(x_{i})\left[-{\frac {{\hat {g}}_{m}(x_{i})}{{\hat {h}}_{m}(x_{i})}}-\phi (x_{i})\right]^{2}.}
{\displaystyle {\hat {f}}_{m}(x)=\alpha {\hat {\phi }}_{m}(x).}
  3. Обновление модели:
{\displaystyle {\hat {f}}_{(m)}(x)={\hat {f}}_{(m-1)}(x)+{\hat {f}}_{m}(x).}
3. Результат: {\displaystyle {\hat {f}}(x)={\hat {f}}_{(M)}(x)=\sum _{m=0}^{M}{\hat {f}}_{m}(x).}

## Награды
- Премия John Chambers (2016)[18]
- Премия High Energy Physics meets Machine Learning award (HEP meets ML) (2016)[19]